# کوین وینتوت
کوین وینتوت (انگلیسی: Kevin Vinetot؛ زادهٔ ۱۴ ژوئن ۱۹۸۸) بازیکن فوتبال اهل فرانسه است که در پست مدافع بازی می‌کند.
از باشگاه‌هایی که در آن بازی کرده‌است می‌توان به باشگاه فوتبال گنگام، باشگاه فوتبال کروتونه، باشگاه فوتبال جنوآ، و باشگاه فوتبال لچه اشاره کرد.